# Изменчивость

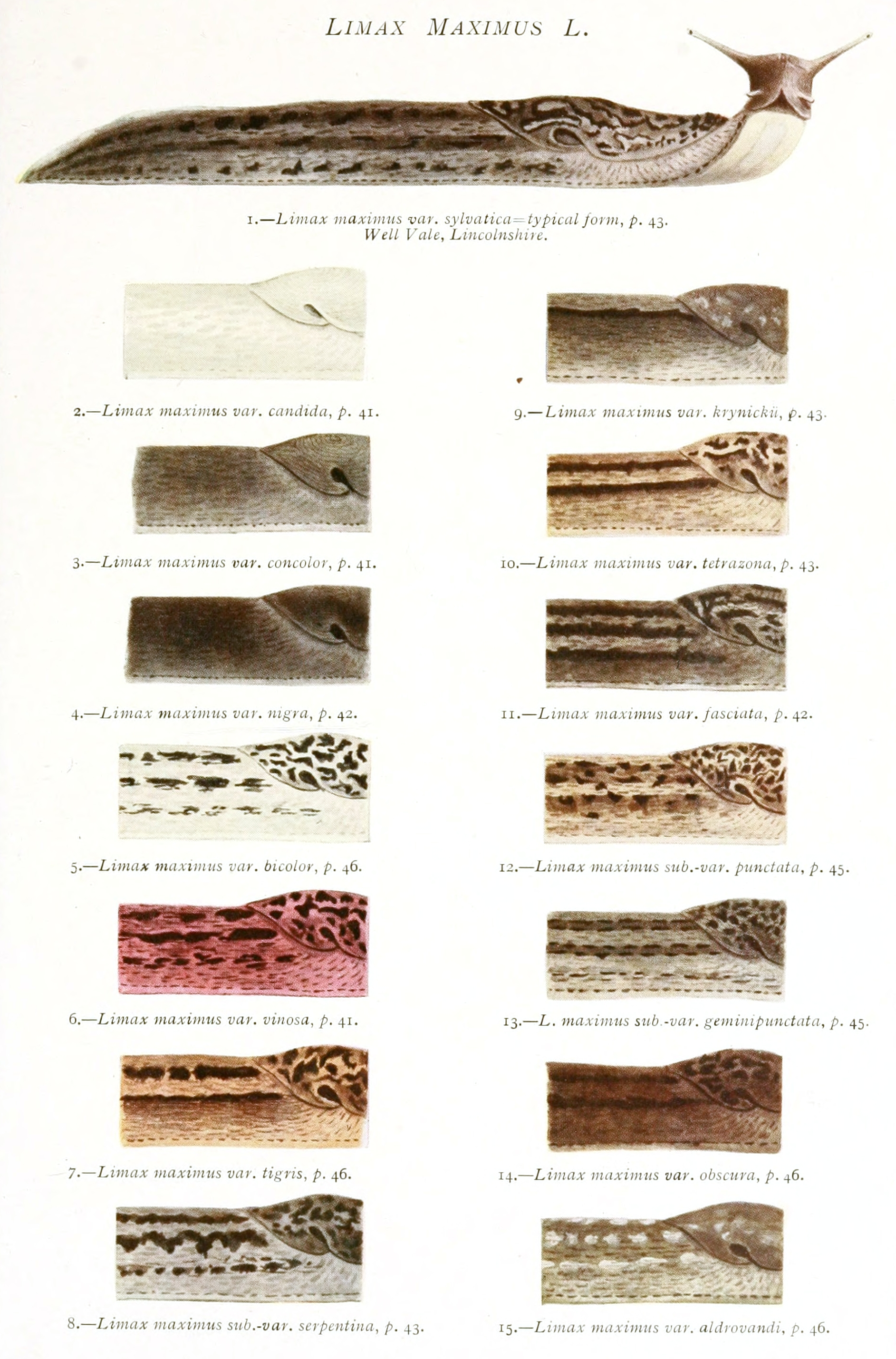
Изменчивость окраски у большого придорожного слизня Limax maximus

Изменчивость видов — разнообразие признаков среди представителей данного вида, а также свойство потомков приобретать отличия от родительских форм. Изменчивость вместе с наследственностью представляют собой два неразрывных свойства живых организмов, являющихся предметом изучения науки генетики.

## Классификация
Различают несколько типов изменчивости:
- Наследственную (генотипическую) и ненаследственную (фенотипическую, паратипическую)[2][3].
- Индивидуальную (различие между отдельными особями) и групповую (между группами особей, например, различными популяциями данного вида). Групповая изменчивость является производной от индивидуальной.
- Качественную и количественную.
- Направленную и ненаправленную.